# Nerocila sigani
Nerocila sigani es una especie de crustáceo isópodo marino del género Nerocila, familia Cymothoidae. Fue descrita científicamente por Bowman & Tareen en 1983.

## Distribución
Esta especie se encuentra en el mar de Andamán, golfo Pérsico, India y el occidente del Indo-Pacífico.